# Tirasia
Tirasia – mała grecka wyspa położona niedaleko Santorini. Wyspa należy do archipelagu Cyklad. Populacja wyspy wynosi 268 mieszkańców (według wyników spisu z 2001 roku). Powierzchnia wyspy wynosi 9,30 km². Administracyjnie wyspa należy do wspólnoty położonej w Oia. Santorini oraz Tirasia w przeszłości były jedną wyspą, jednakże po wybuchu i erupcji wulkanu ok. 1600 p.n.e., pozostały z niej zewnętrzne fragmenty w obecnym kształcie.

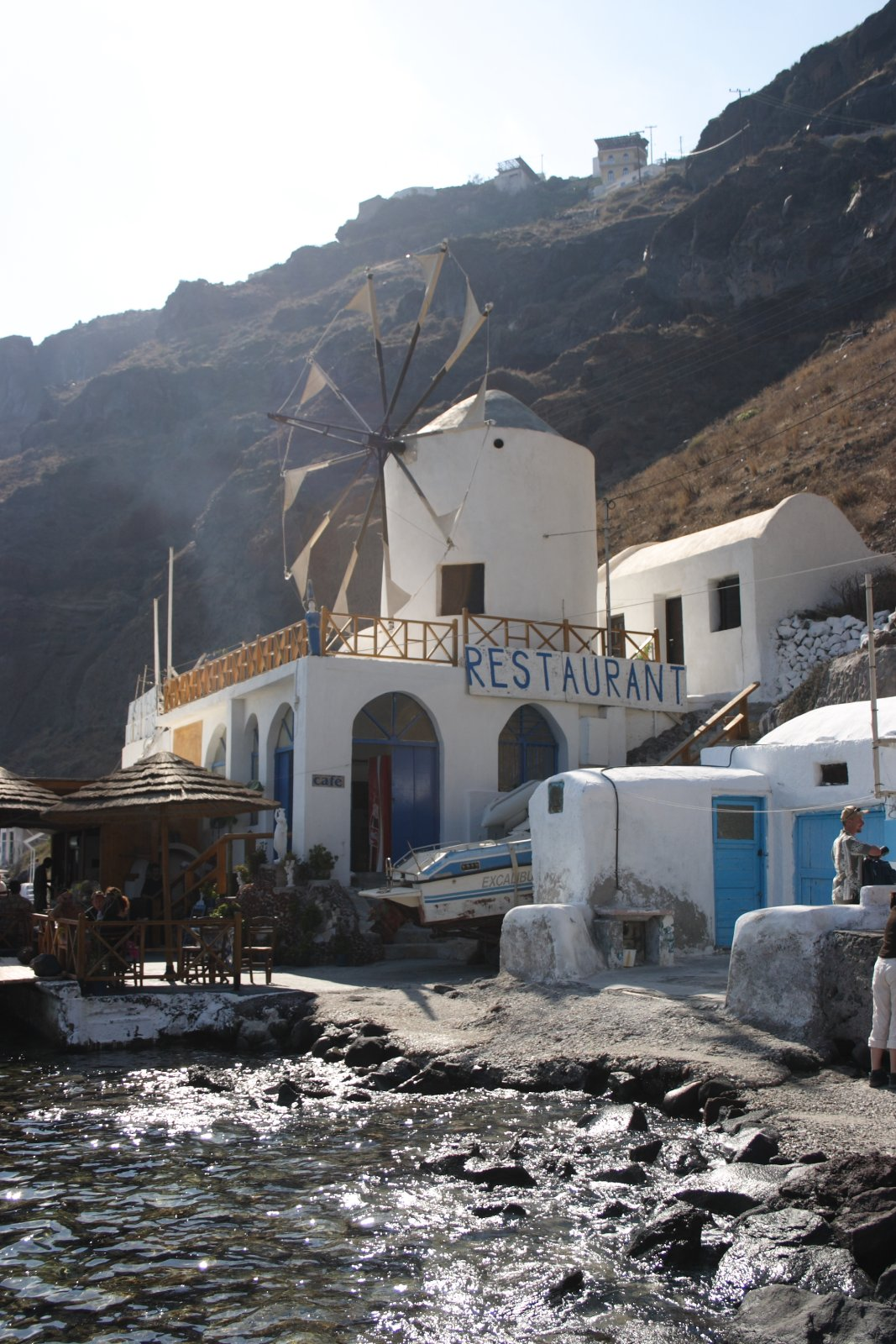
Tirasia

Leży w administracji zdecentralizowanej Wyspy Egejskie, w regionie Wyspy Egejskie Południowe, w jednostce regionalnej Thira, w gminie Thira. 
W Knossos znaleziono jedną z tablic pisma linearnego B, którego zapis został odczytany jako słowo Quaresia, co można interpretować jako zapis poświęcony wyspie. Jednak istnieje większe prawdopodobieństwo, że znaleziona tabliczka jest poświęcona jednemu z greckich bogów, którego imię jest takie samo jak nazwa wyspy.
Wyspie Tirasii poświęcona jest książka greckiego poety Dimitrisa Varosa, na podstawie której powstała sztuka teatralna przedstawiona przez greckiego kompozytora Janisa Markopulosa

## Główne miasta wyspy
- Ajia Irini (populacja 89 mieszkańców)
- Ormos Korfu (populacja 2 mieszkańców)
- Potamos (populacja 30 mieszkańców)
- Tirasia (populacja 147 mieszkańców)